# Rapunzel (film)
Rapunzel is een Amerikaanse animatiefilm van Walt Disney Animation Studios uitgebracht in het najaar van 2010. Het is de 50ste animatiefilm van Walt Disney Animation Studios en een van de eerste in lange tijd die (losjes) gebaseerd was op een bestaand sprookje: Raponsje (in navolging van Enchanted uit 2007 en The Princess and the Frog uit 2009).
Rapunzel begon een nieuw tijdperk in de geschiedenis van Walt Disney Animation Studios, zoals dat eerder met De Kleine Zeemeermin gebeurde in de jaren 90. Animatiefilms die in de jaren na Rapunzel uitkwamen, werden stuk voor stuk goed ontvangen door pers en publiek en leverde de studio veel geld op. Onder andere Wreck-it Ralph, Frozen, Big Hero 6, Zootropolis, Vaiana, Frozen II, Raya en de Laatste Draak, en Encanto maken onderdeel uit van de nieuwe golf van succesvolle Disney animatiefilms.  

## Verhaal
Heel lang geleden viel er een druppel zonlicht op de aarde. Op die plek groeide een bloem met magische krachten die ziekte en verwondingen kan genezen en ouderdom kan wegnemen. Moeder Gothel vindt de bloem en gebruikt hem om haar jeugd te bewaren door tegen de bloem te zingen. 
In het naburige koninkrijk wordt de zwangere koningin zwaar ziek. Om haar te redden gaan de burgers op zoek naar een geneesmiddel en ontdekken de bloem. Moeder Gothel ziet hoe soldaten de bloem meenemen naar het kasteel waar er een medicijn van wordt gemaakt voor de koningin. Ze geneest en bevalt niet veel later van een dochter, die de naam Rapunzel krijgt. 
Moeder Gothel dringt het paleis binnen en vindt Rapunzel. Als ze tegen de baby zingt, begint haar haar te gloeien en geeft Gothel haar jeugd terug, zoals de bloem vroeger deed. Gothel snijdt een lok haar af van Rapunzel maar ontdekt dat het haar dan zijn magische kracht verliest. Ze kidnapt de baby en neemt haar mee in het bos naar een afgelegen toren, waar ze Rapunzel opvoedt als haar eigen dochter. Ondertussen laten de koning en koningin elk jaar op de verjaardag van Rapunzel lantaarns los, in de hoop dat hun dochter ze zal zien en terugkeert.
Rapunzel groeit op in de toren en haar haar wordt meterslang, met als enige compagnon haar kameleon Pascal. Als Moeder Gothel naar boven wil komen roept ze: 'Rapunzel, Rapunzel, laat je haren vallen' en dan klimt ze langs de lange, betoverde blonde haren van Rapunzel omhoog. Moeder Gothel blijft jong door het haar van Rapunzel. Als ze weer oud is geworden, kamt Moeder Gothel Rapunzels haren terwijl Rapunzel een lied zingt en dan wordt ze weer jong. 
Rapunzel heeft al jaren maar één wens, ze wil graag naar de 'zwevende lichtjes', die elk jaar op haar verjaardag aan de hemel verschijnen. Moeder Gothel verbiedt het haar, omdat volgens haar de buitenwereld alleen maar slecht en gevaarlijk is en mensen misbruik zouden maken van haar magische krachten. In werkelijkheid wil ze niet dat iemand erachter komt dat zij Rapunzel als baby heeft ontvoerd en wat voor krachten Rapunzel's haar heeft.
Op een dag steelt Flynn Ryder, een vrijbuiter, de kroon van Rapunzel uit het paleis, samen met de gebroeders Stabbington. Ze worden achtervolgd door de paleisbewakers en Flynn laat zijn compagnons in de steek om zelf te kunnen ontsnappen. Hij slaagt erin de wachters af te schudden, behalve Maximus, het paard van een van de soldaten. Flynn en Maximus vechten enige tijd om de kroon en uiteindelijk slaagt Flynn erin hem ook af te schudden. Toevallig botst hij op de toren en besluit zich erin te verstoppen. In de toren wordt hij opgewacht door Rapunzel, die hem meteen met een pan neerslaat en in een kast verstopt. 
Wanneer Gothel opnieuw langskomt, probeert Rapunzel haar te overtuigen dat ze voor zichzelf kan zorgen door te tonen dat ze Flynn kon overmeesteren. Gothel geeft haar die kans niet en voor ze iets kan zeggen, eist ze dat Rapunzel nooit meer vraagt de toren te verlaten. Rapunzel beseft dat het geen zin heeft om haar moeder te overtuigen en vraagt in de plaats om speciale verf waarvoor Gothel drie dagen moet reizen. 
Eenmaal Gothel weg is, haalt ze Flynn uit de kast en sluit een deal met hem. Hij moet haar naar de zwevende lichtjes brengen, en daarna weer terug naar huis. Dan pas krijgt hij de kroon terug, die ze ergens in de toren verstopt heeft. Dik tegen zijn zin gaat Flynn akkoord. Gewapend met een koekenpan en haar kameleon Pascal gaan ze op pad. 
Moeder Gothel komt in het bos Maximus tegen, die nog steeds op zoek is naar Flynn. Ze keert onmiddellijk terug naar de toren uit angst dat Rapunzel ontdekt is en komt er al snel achter dat Rapunzel is verdwenen, en gaat achter het duo aan.
Onderweg belanden Rapunzel en Flynn in een herberg vol met dieven, waar Rapunzel alle criminelen kan overtuigen dat ze hun dromen moeten naleven. 
Ze worden achternagezeten door de bewakers en Maximus en kunnen nipt ontsnappen maar belanden in een grot die langzaam vol water loopt. Gelovend dat hij gaat sterven vertelt Flynn zijn echte naam aan Rapunzel: Eugene Fitzherbert. Rapunzel verklapt dat ze magisch haar heeft dat licht geeft als ze zingt en beseft dat ze zo de grot uit kunnen komen. Door het licht van haar haar vinden ze een weg uit de grot. 
Moeder Gothel komt ook nog langs als Flynn even weg is. Zij overtuigt Rapunzel ervan dat Flynn alleen aardig doet omdat hij de kroon terug wil. Om het te bewijzen geeft ze de kroon aan Rapunzel, die hem zo op de proef kan stellen.
De volgende ochtend worden ze ontdekt door Maximus, die Flynn mee wil nemen naar het paleis. Rapunzel sluit vriendschap met het paard en overtuigt nog even te wachten met Flynns arrestatie omdat het haar verjaardag is. Samen reizen ze verder naar het kasteel. Uiteindelijk bereiken ze het kasteel waar ze genieten van de festiviteiten, en samen met Flynn ziet Rapunzel eindelijk de 'zwevende lichtjes' in het echt vanuit een bootje op het water. Flynn krijgt van Rapunzel de kroon terug, maar legt hem weg omdat hij vindt dat Rapunzel belangrijker is. De twee beseffen dat ze verliefd zijn op elkaar maar hun kus wordt verstoord wanneer Flynn zijn oude bondgenoten ziet. Hij vraagt aan Rapunzel om even op hem te wachten terwijl hij iets afhandelt. Flynn geeft de kroon aan de gebroeders Stabbington in de hoop dat ze hem dan met rust laten. De Stabbingtons werken echter samen met Gothel en overmeesteren Flynn. Ze binden hem samen met de kroon vast aan een boot en doen Rapunzel geloven dat hij haar in de steek heeft gelaten. De Stabbingtons willen Rapunzel meenemen zodat ze haar magische krachten kunnen gebruiken maar worden neergeslagen door Gothel. Rapunzel keert met Gothel verslagen terug naar de toren. Flynn wordt gevangengenomen door de bewakers van het kasteel.
In de toren krijgt Rapunzel de ingeving dat zij de verdwenen prinses is omdat ze het zonnesymbool herkent in haar schilderijen. Ze confronteert Moeder Gothel ermee, en verkondigt dat ze nooit meer haar haar zal mogen gebruiken. Gothel is echter niet van plan haar zomaar te laten gaan.
Ondertussen in het kasteel lukt het Flynn te ontsnappen uit de handen van de bewakers, met hulp van Maximus en de mannen uit het café.
Hij keert met Maximus terug naar de toren en ziet Rapunzel vastgeketend. Moeder Gothel valt hem aan en steekt hem neer met een mes. Rapunzel belooft vrijwillig met haar mee te gaan en altijd naar haar te luisteren als ze eerst Flynn maar mag redden. Zo niet zal ze elke seconde vechten om te ontsnappen. Gothel gaat akkoord en maakt de kettingen los. Op het moment dat Rapunzel Flynn wil genezen, snijdt Flynn haar lange blonde haren af met de spiegelscherf waardoor het zijn magische krachten verliest. Moeder Gothel wordt in één klap een oude vrouw, en valt uit de toren wanneer Pascal haar doet struikelen over het lange haar. Rapunzel huilt omdat ze Flynn niet meer kan redden met haar haren en hij sterft in haar armen. Op dat moment ontdekt ze dat haar tranen ook genezende gaven hebben, en Flynn komt terug tot leven.
Samen keren ze terug naar het kasteel waar ze herenigd wordt met haar ouders. Het koninkrijk barst los in een feest en iedereen leeft lang en gelukkig.

## Stemverdeling
| Personage                  | Engelse stem             | Nederlandse stem      | Vlaamse stem      |
| -------------------------- | ------------------------ | --------------------- | ----------------- |
| Rapunzel                   | Mandy Moore              | Kim-Lian van der Meij | Deborah De Ridder |
| Flynn Ryder                | Zachary Levi             | Levi van Kempen       | Jelle Cleymans    |
| Moeder Gothel              | Donna Murphy             | Karin Bloemen         | Kirsten Cools     |
| Stabbington broer          | Ron Perlman              | Marcel Jonker         | Ron Cornet        |
| Kapitein Koninklijke Garde | M.C. Gainey              | Leo Richardson        | Govert Deploige   |
| Verliefde boef             | Jeffrey Tambor           | Frans Limburg         | Frank Hoelen      |
| Boef met haak              | Brad Garrett             | Rob van de Meeberg    | Marc Peeters      |
| Kleine dronken boef        | Paul F. Tompkins         | Paul Disbergen        | Warre Borgmans    |
| Vlad                       | Richard Kiel             | Paul Klooté           | Ivan Pecnik       |
| Pascal / Maximus           | Frank Welker (onvermeld) |                       |                   |

Overige Nederlandse stemmen: Anneke Beukman, Ewout Eggink, Elaine Hakkaart, Bas Keijzer, Fred Meijer, Just Meijer, Hilde de Mildt, Marieke Rovers, Theun Termijtelen, Desirée Verhagen, Xavier Werner en Barry Worsteling.
Nederlandse zangers: Herman van Doorn, Han van Eijk, Edward Reekers en Pim Roos.

## Achtergrond

### Ontwikkeling
Het idee voor een tekenfilm gebaseerd op het sprookje van de gebroeders Grimm "Rapunzel" ontstond in 1996 bij Disney supervising animator Glen Keane. In 2001 legde Keane het idee voor aan toenmalig Disney CEO Michael Eisner, die het goedkeurde, maar vroeg of de film computergeanimeerd kon worden. Keane was echter terughoudend omdat hij vond dat computeranimatie niet zo vloeiend of organisch was als traditionele animatie. In oktober 2003 werd de film aangekondigd als Rapunzel Unbraided als een computergeanimeerde speelfilm die gepland stond voor een release in 2007, die Keane beschreef als "een Shrek-achtige versie van de film" die draaide om een geheel ander concept. Keane zei over het oorspronkelijke plot: "Het was een leuke, prachtige, geestige versie en we hadden een paar geweldige schrijvers. Maar in mijn hart geloofde ik dat er veel meer oprechtheid uit het verhaal te halen was, dus hebben we het eerste idee terzijde geschoven en zijn we teruggegaan naar de wortels van het oorspronkelijke sprookje."
In november 2005 werd Rapunzel Unbraided uitgesteld tot een release in de zomer van 2009 om Keane meer tijd te geven om aan het verhaal te werken. CEO Michael Eisner had zelf op een gegeven moment voorgesteld om het hedendaagse San Francisco te gebruiken als de setting aan het begin van de film om vervolgens de heldin op de een of andere manier te transporteren naar een sprookjeswereld wat sterke overeenkomsten heeft met de Disneyfilm Enchanted uit 2007. Keane kon dat idee niet laten werken. 
De film werd een week stilgelegd voordat Catmull en John Lasseter de leiding kregen over de studio in januari 2006. Een van hun eerste beslissingen was om het project nieuw leven in te blazen en Keane te vragen om door te gaan met de film. Oorspronkelijk was in april 2007 aangekondigd dat de Annie-genomineerde animator/story artist Dean Wellins de film samen met Glen Keane zou gaan regisseren. In oktober 2008 werd bekend dat Keane en Wellins wegens andere verplichtingen waren teruggetreden als regisseurs, en zouden worden vervangen door het team van Byron Howard en Nathan Greno. Glen Keane bleef uitvoerend producent en animatie supervisor, terwijl Wellins het project verliet. Keane verklaarde later dat hij "een stapje terug moest doen" als regisseur vanwege een hartaanval in 2008.
Op 10 september 2009 werd bekendgemaakt dat actrice en singer-songwriter Mandy Moore was gecast als de stem van Rapunzel. Acteur Zachary Levi zou de stem van Flynn Rider verzorgen. Mandy Moore liet weten dat ze er van jongs af aan van droomde om een Disney-prinses te zijn en zei dat ze met de rol van Rapunzel haar "ultieme kinderdroom" had vervuld.  Ze omschreef zichzelf als een mega fan van Disney-animatiefilms zoals De Kleine Zeemeermin, Beauty and the Beast, Aladdin en The Lion King, en dat het een eer voor haar was om deel uit te maken van deze "erfenis" in de Disney-geschiedenis. Omdat de film een musical zou worden, was het vereist dat alle auditie-deelnemers verschillende scènes moesten lezen en een lied van hun keuze moesten uitvoeren. Voor dit zanggedeelte koos Moore "Help Me" van Joni Mitchell. 
Over het personage van Rapunzel, zei Mandy Moore dat Rapunzel een herkenbaar personage was in plaats van een typische Disney prinses. "Rapunzel weet niet dat ze een prinses is. Ze is gewoon gemotiveerd om uit te vinden wat er nog meer buiten te zien is toren waar ze al 18 jaar in woont. Ze is erg onafhankelijk en kan voor zichzelf zorgen" Aldus Moore. 
Volgens regisseur Nathan Greno was een van de grootste uitdagingen Rapunzel uit de toren te krijgen zonder dat het verhaal meteen klaar zou zijn, in die zin dat ze daarmee aan Moeder Gothel was ontsnapt en geen andere specifieke doelen had om na te streven. Tijdens een vergadering op een dag opperde animator John Ripa een idee dat de oplossing bleek te zijn voor het verhaal: de mysterieuze zwevende lichtjes.

### Animatie
De film werd gemaakt met behulp van computer-gegenereerde beelden (CGI), hoewel Tangled was gemodelleerd naar het traditionele voorkomen van olieverfschilderijen op doek. De rococoschilderijen van de Franse kunstenaar Jean-Honoré Fragonard, met name The Swing, werden gebruikt als referenties voor de artistieke stijl van de film, een stijl die door Keane werd omschreven als "romantisch en weelderig." Om de indruk van een schilderij te wekken, werd gebruik gemaakt van niet-fotorealistische rendering.
Glen Keane wilde oorspronkelijk dat de film geanimeerd zou worden met een traditioneel 2D animatieproces. Echter, Disneybonzen David Stainton en Dick Cook kondigden aan dat zij de film alleen zouden goedkeuren voor productie als het zou worden gemaakt met behulp van de 3D computer graphics. Als antwoord op die eis, hield Glen Keane een seminar genaamd "The Best of Both Worlds", waarin hij, met vijftig Disney CGI-artiesten en traditionele artiesten, zich richtte op de voors en tegens van elke stijl. Na de bijeenkomst werd besloten dat de film gemaakt zou worden in 3D CG animatie, maar op een manier om een verlengstuk te worden van de traditionele 2D Disney stijl.
Door beperkingen in de computertechnologie waren veel basisprincipes van animatie die in traditioneel geanimeerde films werden gebruikt, afwezig in eerdere CGI-films, zoals Chicken Little en Meet the Robinsons. Technologische vooruitgang maakte het gemakkelijker om 2D en 3D animatie met elkaar te mengen, waarbij de sterke punten van elke stijl werden gecombineerd. Keane verklaarde herhaaldelijk dat hij probeerde om de computer "onderdanig te maken voor de tekenstijl" in plaats van de computer de artistieke stijl en het uiterlijk van de film te laten dicteren. Door de computer net zo "buigzaam als het potlood" te maken, leek Keane's visie van een "driedimensionale tekening" binnen handbereik. Veel van de technieken en gereedschappen die nodig waren om de film de kwaliteit te geven die Keane eiste, bestonden nog niet toen het project werd gestart. Walt Disney Animation Studios moest deze zelf creëren. 
Een van de belangrijkste doelen van de animatoren was om beweging te creëren die de zachte vloeibaarheid van de handgetekende tekenstijl, die in oudere Disney animatiefilms te vinden was, in de computer na te bootsen. Keane gaf Disney 3D animator Kyle Strawitz de eer om te ondersteunen de CGI te combineren met de traditionele handgetekende stijl. "Hij nam het huisje uit Sneeuwwitje en de Zeven Dwergen en bouwde en schilderde het zo dat het op een plat schilderij leek dat plotseling begon te bewegen. Het had dimensie en behield alle zachte, ronde rondingen van penseelstreken." aldus Keane. 
Als tegenhanger van het liefelijke ontwerp van Rapunzel wilden de regisseurs Flynn Rider "de knapste en aantrekkelijkste mannelijke hoofdrol maken die Disney ooit had gehad. Ze hielden een grote "Knappe Mannen Meeting" waarin ze ongeveer 30 mensen uit de studio verzamelden en hen vroegen wat zij het meest aantrekkelijk vonden in een man. Ze bespraken honderden afbeeldingen van hun favoriete mannelijke acteurs en beroemdheden. Na veel overlegd te hebben werd het uiterlijk van Flynn Rider uiteindelijk teruggebracht tot één concepttekening waar iedereen het over eens was. 
Walt Disney Animation Studios is verder gaan borduren in de stijl van Tangled in de films die erna uitkwamen, onder andere Frozen, Vaiana, Raya and the Last Dragon en Encanto. Deze animatiefilms hebben de animatietechnieken van Tangled uitgebreid en verbeterd. Ook qua verteltechnieken, muziek en humor hebben deze films veel te danken aan Tangled.
Tangled is naar verluidt de duurste animatiefilm ooit gemaakt met een budget van meer dan 260 miljoen dollar om te produceren. 

## Muziek
De muziek voor Rapunzel werd gecomponeerd door Alan Menken met liedteksten geschreven door Glenn Slater. De twee werkten eerder samen aan de musicalversie van The Little Mermaid. 
Menken zei dat hij middeleeuwse muziek probeerde te mengen met folkrock uit de jaren 60. 
"When Will My Life Begin?" verving de oorspronkelijke versie genaamd "What More Could I Ever Need?" waarin Rapunzel zeer tevreden was met het leven in de toren. De regisseurs waren het er over eens dat Rapunzel te optimistisch overkwam aan het begin van de film. Dus werden de verlangens van Rapunzel om de zwevende lichtjes te zien en de toren te verlaten meer benadrukt in "When Will My Life begin?".
Volgens Alan Menken kende het openingsnummer vijf of zes verschillende versies voordat er gekozen werd voor de uiteindelijke versie.
Er zat oorspronkelijk een lied in de film genaamd "You Are My Forever" dat Moeder Gothel op een moederlijke manier voor Rapunzel zong, dat later in de film door Flynn Rider op een romantische manier aan Rapunzel werd gezongen. Dit idee werd vervangen door de twee liedjes "Mother Knows Best" en "I See the Light".
De soundtrack van Rapunzel bevat de volgende liedjes:
| 1. | "When Will My Life Begin?"             | Mandy Moore                                                      |
| 2. | "When Will My Life Begin?" (Reprise)   | Mandy Moore                                                      |
| 3. | "Mother Knows Best"                    | Donna Murphy                                                     |
| 4. | "When Will My Life Begin?" (Reprise 2) | Mandy Moore                                                      |
| 5. | "I've Got a Dream"                     | Brad Garrett, Jeffrey Tambor, Mandy Moore, Zachary Levi & Chorus |
| 6. | "Mother Knows Best (Reprise)"          | Donna Murphy                                                     |
| 7. | "I See the Light"                      | Mandy Moore & Zachary Levi                                       |
| 8. | "Healing Incantation"                  | Mandy Moore                                                      |
| 9. | "Something That I Want"                | Grace Potter                                                     |

Het lied "I See the Light" werd genomineerd voor een Oscar voor "beste lied" in 2011.

## Naamsverandering en release

### Titel van de film
De versie van de film uit 2003/2005 droeg de titel Rapunzel Unbraided. Later veranderde dit simpelweg in Rapunzel, tot in het voorjaar van 2010 de film plots een nieuwe titel kreeg: Tangled (vertaald: 'Verstrikt') . Dit was besloten om via de marketing van de film meer jongens aan te spreken. Een andere reden was de lage opbrengst van de vorige Disney-animatiefilm The Princess and the Frog. 
De eerste trailers bevatten weinig beelden van de langharige prinses en gaven Flynn Rider de spotlights. Ook werd nergens vermeld dat de film een musical zou zijn.  
In Nederland behield de film Rapunzel als titel. Ook in de Engels gesproken versie.

### Release
Rapunzel werd in Nederland op 1 december 2010 uitgebracht in zowel 2D als 3D.
De film was een groot succes en leverde wereldwijd 592 miljoen dollar op.
De film werd op 30 maart 2011 uitgebracht op dvd en blu-ray.

## Nalatenschap
Dankzij het succes van de film en het personage van Rapunzel kreeg de film verschillende vervolgdelen en uitbreidingen. 

###### Disney Princess
Rapunzel werd in 2011 aan de Disney Princess Franchise toegevoegd. Mede dankzij deze toevoeging is Rapunzel een van de meest succesvolste Disney personages geworden.

###### Korte film
Een van de eerste projecten die uit het succes van de film ontstond was de korte film van Walt Disney Animation Studios: Tangled Ever After waarin Rapunzel en Eugene eindelijk trouwen. De short werd in het voorjaar van 2012 uitgebracht en was geregisseerd door dezelfde mensen die de film hebben gemaakt. In Nederland heet de korte film: Rapunzel, Voor Altijd. 

###### Cruise-ship Musical
In 2015 bracht een van de Disney Cruise schepen een theatervoorstelling van Tangled met alle bestaande en drie nieuwe liedjes.

###### Tv-serie
In 2017 lanceerde DisneyChannel een televisieserie over Rapunzel. Deze serie speelt zich af na het einde van Tangled en voor de korte film Tangled Ever After. 
De pilotfilm kreeg dan ook als titel Tangled Before Ever After. De serie bestaat uit de pilotfilm en drie seizoenen. De afleveringen werden uitgezonden tussen maart 2017 en maart 2020. 
Voor deze serie schreven Alan Menken en Glenn Slater veel nieuwe liedjes waarvan een (Waiting in the Wings) een Emmy Award ontving voor beste lied.
Wederom werd de titel van de serie (net als bij de film) een paar keer gewijzigd van Tangled: The Series in Rapunzel's Tangled Adventure. Dit had ook te maken met Marketing. 
De serie is sinds 2019 te streamen op Disney+. De serie is te vinden onder de titel Rapunzels wilde avontuur. De pilotfilm heet Rapunzel: Wilde haren.

###### Volledige (Broadway)musical
Er doen al jaren geruchten dat Disney bezig zou zijn om Tangled tot een succesvolle avondvullende musical te maken. 

###### Liveaction-remake
In het voorjaar van 2020 kwamen geruchten naar buiten dat Disney overwoog een liveaction-remake van Tangled te maken, zoals eerder gebeurde met Beauty and the Beast in 2017 en Aladdin in 2019.